# Sinagoga Chizuk Amuno di Baltimora
La sinagoga Chizuk Amuno di Baltimora, così denominata dal nome della congregazione che la costruì nel 1876, è una sinagoga ottocentesca, oggi sezione del Museo ebraico del Maryland. È chiamata anche sinagoga B'nai Israel di Baltimora dal nome della congregazione ebraica a cui l'edificio fu venduto nel 1895 e che da allora l'ha in uso per il culto.

## Storia e descrizione
La congregazione ebraica Chizuk Amuno si era formata nel 1871 da membri della Baltimore Hebrew Congregation che si erano dimessi in segno di protesta per le modifiche apportate ai servizi di culto tradizionali nella sinagoga Lloyd Street di Baltimora. La nuova congregazione decise di costruire una propria sinagoga nel 1874 e il terreno fu acquistato appena a sud del luogo della sinagoga madre.
La sinagoga Amuno Chizuk, completata nel 1876 su progetto dell'architetto Henry Berge, è un edificio in mattoni rossi, di stile neogotico con elementi neoromanici e neomoreschi.
Il fronte esterno ha al suo apice le tradizionali due tavolette con incisi i dieci comandamenti sormontate da una stella di David. Appena sotto, tra le cornicioni inclinate del tetto sono tre finestre circolari, di cui la centrale più grande ha la forma di un rosono neobiizantino.
A incorniciare il portale centrale tripartito ci sono due serie di finestre sovrapposte con vetrate.
L'interno del Santuario è una sala con un ballatoio su colonne su tre lati che funge da matroneo. La bimah è collocata al centro con le panche dispostevi attorno.
L'arca monumentale è in legno intagliato amano su una piattaforma rialzata sormontato dalle tavole della legge con la prima parola di ciascuno dei dieci comandamenti inscritta in lettere dorate. Due colonne esotiche inquadrano un arco di stile vagamente moresco.entro il quale sono conservati i rotoli della legge.
La parete posteriore del Santuario presenta ai suoi livelli superiori tre bellissime vetrate. Al centro è una grande finestra circolare e ai lati, a una certa distanza sono più piccole finestre circolari.
Il soffitto del Santuario, nel suo stato originale, era stato dipinto in una tonalità chiara di azzurro con disegni geometrici, come si può ancora vedere sul lato destro della Beemah dove l'intonaco bianco è stato volutamente omesso. Le pareti del Santuario e il bordo inferiore della galleria portano ancora le lampade a gas originali. Le prime luci elettriche furono introdotte nel 1915. Il grande lampadario centrale è del 1889 e dispone sia di luci a gas verso l'alto sia di luci elettriche verso il basso .
L'edificio ospita una cappella al piano di sotto per lo svolgimento di servizi giornalieri di preghiera. Fuori di questa cappella è una piccola area che ospitava una zona di studio della Torah, ma che ora è usata per il raduno sociale che segue ogni servizio di preghiera.
Nel 1895 la congregazione costruì una nuova, più ampia sinagoga e l'edificio fu venduto alla congregazione B'nai Israel, che da allora vi ha condotto funzioni religiose regolari. Con la vicina sinagoga Lloyd Street di Baltimora, la sinagoga Chizuk Amuno fa parte dell'itinerario di visita del Museo ebraico del Maryland.